# Wilhelm Raimund (Béarn)
Wilhelm Raimund von Montcada (katalanisch: Guillem Ramon de Montcada, französisch: Guillaume Raymond de Moncade; † 1224) war ein Vizegraf von Béarn aus dem Haus Montcada. Er war ein Sohn des katalanischen Adligen Wilhelm von Montcada (Wilhelm I. von Béarn; † 1172) und der Vizegräfin Maria von Béarn.
Wilhelm Raimund erbte nach dem Tod seines Großvaters Guillem Ramon II. de Montcada, dem „großen Seneschall“, 1173 die katalanischen Familienbesitzungen um Montcada und Vic, während sein älterer Bruder Gaston VI. bereits im Vorjahr als Nachfolger des Vaters die Mitregentschaft in Béarn angetreten hatte. Zunächst stand er unter der Vormundschaft seines Onkels Ramon I. de Montcada, der als Seneschall von Katalonien amtierte. 1185 heiratete er Guillema de Castellvell.
Im Jahr 1194 ermordete Wilhelm Raimund den Onkel seiner Frau, den Erzbischof von Tarragona. Das Motiv der Tat bleibt unklar, aber sie geschah wahrscheinlich vor dem Hintergrund eines Oppositionskampfes diverser katalanischer Adliger gegen die wachsende Autorität König Alfons’ II. Die Tat wurde an Papst Coelestin III. gemeldet, der die Exkommunikation über Wilhelm Raimund aussprach, nach der er 1195 ein fast zwanzigjähriges Exil antreten musste, das er die meiste Zeit in Aragonien und mit Reisen an die Höfe Spaniens und Englands verbrachte. Nach Katalonien war er nun zu wenigen Gelegenheiten zurückgekehrt, um dort geschäftliche Angelegenheiten zu regeln. In dieser Zeit hatte sich seine Frau von ihm getrennt, die dann in die Vizegrafenfamilie von Narbonne einheiratete. Seine Stellung am königlichen Hof wurde bald von seinem Sohn Wilhelm eingenommen. Nach dem kinderlosen Tod seines älteren Bruders 1214 konnte Wilhelm Raimund die Vizegrafschaft Béarn übernehmen und engagierte sich gegen den Albigenserkreuzzug. Zugleich kehrte er wieder in die katalanische Politik zurück, wo er die Regentschaft der Grafen Sancho und Nuno Sanchez für den unmündigen König Jakob I. anerkannte. Nachdem er Schenkungen an mehrere religiöse Einrichtungen getätigt hatte, darunter an die Hospitaliter und Templer, war er im Herbst 1215 nach Rom gereist, wo ihm nach dem vierten Laterankonzil Papst Innozenz III. unter anderem für das Versprechen eines fünfjährigen Kreuzzugs in das Heilige Land die Absolution gewährte. Zurück in Katalonien half er im September 1216 dem Grafen Nuno Sanchez bei der erfolgreichen Verteidigung der Burg von Lourdes gegen Simon de Montfort und ein Jahr später dem Grafen Raimund VI. bei dessen Rückkehr nach Toulouse.
Im Februar 1224 hatte sich Wilhelm Raimund von seinem Kreuzzugsversprechen durch weitere Schenkungen an die Hospitaliter und Templer freigekauft, unter anderem mit der Übertragung der Burg von Manciet an die Ritterorden. Er muss noch im selben Jahr gestorben sein, da bereits im Oktober 1224 sein Sohn als Vizegraf von Béarn amtierte. Er wurde in der Kathedrale Sainte-Marie von Oloron bestattet.